# 布揚島
布揚島是俄羅斯的島嶼，由克拉斯諾亞爾斯克邊疆區負責管轄，屬於北地群島的一部分，位於共青團員島西南面，長1公里、寬0.5公里，島上無人居住。布扬岛这个名字本是斯拉夫神话中出现的一个传说中的岛屿。